# Bolla þáttr Bollasonar
Bolla þáttr Bollasonar (o Relato de Bolli Bollason) es una historia corta islandesa (þáttr) que relata un episodio de la vida del vikingo Bolli Bollason. La obra se conserva en el compendio Möðruvallabók (siglo XIV).
Según la historia, un hombre llamado Þorolfr tenía un toro que hirió a otros animales de las granjas vecinas, destrozando pajares y creando gran cantidad de problemas. Cuando un honrado granjero local llamado Þordr vio al toro dañar las pilas de turba en su granja en Marbaeli, él se abalanzó sobre el animal con una lanza y lo mató. En venganza, Þorolfr mató Óláfr, un hijo de Þord de unos siete u ocho años, con gran disgusto para su madre y familiares. Þorolfr escapó y buscó la protección de Þórvaldr Hjaltason (un prominente caudillo de Hjaltadal). Después de la Navidad, Thorvald le consiguió la custodia y apoyo de Starri de Guddalir, quien a menudo protegía a los proscritos.
La esposa de Þordr, Gudrun, prima hermana de Bolli, le pidió que tomara cartas en el asunto del caso. Acompañado por Arnor y un gran contingente de hombres, Bolli asistió al Thing de Hegranes. Þorvald y Starri tenían la intención de bloquear el asunto «por la fuerza de las armas y los números», pero cuando se dieron cuenta de que estaban en inferioridad, se retiraron y Bolli consiguió que Þorolf fuese proscrito, que consiguió un pasaje para salir de Islandia a bordo de un buque mercante en Hrutafjord. Sin embargo, Bolli creía que habría sido inapropiado si el proscrito Þorolf escapase, cabalgó a Hrutafjord, sacó la espada mordedora de piernas y le atravesó, causándole la muerte.